# Bredsel
Bredsel är en småort i Älvsby socken i Älvsbyns kommun, belägen vid Pite älv precis vid Storforsen, cirka 5 km norr om Vidsel. Länsväg 374 passerar förbi.

## Befolkningsutveckling
| Befolkningsutvecklingen i Bredsel 1960–2015   | Befolkningsutvecklingen i Bredsel 1960–2015 | Befolkningsutvecklingen i Bredsel 1960–2015 | Befolkningsutvecklingen i Bredsel 1960–2015 | Befolkningsutvecklingen i Bredsel 1960–2015 |
| --------------------------------------------- | ------------------------------------------- | ------------------------------------------- | ------------------------------------------- | ------------------------------------------- |
|                                               |                                             |                                             |                                             |                                             |
| År                                            |                                             |                                             | Folkmängd                                   | Areal (ha)                                  |
| 1960                                          | 1960                                        |                                             | 225                                         | 75                                          |
| 1965                                          | 1965                                        |                                             | 227                                         | 75                                          |
| 1970                                          | 1970                                        |                                             | 201                                         |                                             |
| 1990                                          | 1990                                        |                                             | 168                                         | 60#                                         |
| 1995                                          | 1995                                        |                                             | 149                                         | 71#                                         |
| 2000                                          | 2000                                        |                                             | 140                                         | 71#                                         |
| 2005                                          | 2005                                        |                                             | 123                                         | 71#                                         |
| 2010                                          | 2010                                        |                                             | 108                                         | 72#                                         |
| 2015                                          | 2015                                        |                                             | 86                                          | 51#                                         |
| Anm.: Upphörde som tätort 1975. # Som småort. |                                             |                                             |                                             |                                             |

## Samhället
Här finns Storforsen hotell och Storforsen camping.
I Bredsel finns även ett utsikts- och utflyktsberg, Bredselsberget, med en imponerande utsikt över Pite älv och Storforsen. 